# Мелісса Торрес Сандоваль
Мелісса Торрес Сандоваль (ісп. Melissa Torres Sandoval; нар. 3 лютого 1984) — колишня мексиканська тенісистка.
Найвищу одиночну позицію світового рейтингу — 227 місце досягла 18 лютого 2008, парну — 207 місце — 25 листопада 2002 року.
Здобула 6 одиночних та 6 парних титулів туру ITF.
Завершила кар'єру 2010 року.

## Фінали ITF

### Одиночний розряд (6–3)
| турніри $100,000 |
| турніри $75,000  |
| турніри $50,000  |
| турніри $25,000  |
| турніри $10,000  |

| Результат | Ранг | Дата             | Турнір                          | Покриття | Суперниця           | Рахунок          |
| --------- | ---- | ---------------- | ------------------------------- | -------- | ------------------- | ---------------- |
| Перемога  | 1.   | 6 серпня 2001    | Поса-Ріка, Мексика              | Тверде   | Еріка Кларке        | 6–4, 6–7(4), 7–5 |
| Перемога  | 2.   | 1 жовтня 2001    | Мехіко, Мексика                 | Ґрунт    | Марія Еухенія Бріто | 6–1, 6–4         |
| Перемога  | 3.   | 9 жовтня 2001    | Пачука-де-Сото, Мексика         | Тверде   | Марія Еухенія Бріто | 6–2, 6–2         |
| Перемога  | 4.   | 8 вересня 2004   | Сьюдад-Вікторія, Мексика        | Тверде   | Тамара Енсіна       | 3–6, 6–4, 7–5    |
| Поразка   | 1.   | 13 вересня 2004  | Матаморос (Тамауліпас), Мексика | Тверде   | Сторі Твіді-Єйтс    | 6–3, 2–6, 3–6    |
| Перемога  | 5.   | 25 вересня 2004  | Сан-Сальвадор, Сальвадор        | Ґрунт    | Роксане Вайзенберг  | 6–2, 3–6, 7–5    |
| Поразка   | 2.   | 17 жовтня 2004   | Мехіко                          | Тверде   | Фредеріка Пієдаде   | 5–7, 2–6         |
| Перемога  | 6.   | 9 листопада 2004 | Мехіко                          | Тверде   | Мікаела Моран       | 6–3, 7–5         |
| Поразка   | 3.   | 10 квітня 2007   | Джексон (Міссісіпі), США        | Ґрунт    | Ольга Говорцова     | 1–6, 1–6         |

### Парний розряд (6–4)
| турніри $100,000 |
| турніри $75,000  |
| турніри $50,000  |
| турніри $25,000  |
| турніри $10,000  |

| Результат | Ранг | Дата              | Турнір                   | Покриття | Партнерка          | Суперниці                              | Рахунок          |
| --------- | ---- | ----------------- | ------------------------ | -------- | ------------------ | -------------------------------------- | ---------------- |
| Поразка   | 1.   | 14 серпня 2000    | Куернавака, Мексика      | Ґрунт    | Еріка Вальдес      | Стефані Мейбрі Мішелл Саммерсайд       | 2–6, 3–6         |
| Поразка   | 2.   | 21 серпня 2000    | Толука-де-Лердо, Мексика | Ґрунт    | Еріка Вальдес      | Крісті Блумберґ Енн Плессінґер         | w/o              |
| Перемога  | 1.   | 2 квітня 2002     | Коацакоалькос, Мексика   | Тверде   | Хорхеліна Краверо  | Катерина Кожокіна Анастасія Родіонова  | 6–4, 6–3         |
| Поразка   | 3.   | 11 листопада 2002 | Пуебла, Мексика          | Тверде   | Хорхеліна Краверо  | Ольга Виметалкова Габріела Хмелінова   | 1–6, 6–4, 6–7(4) |
| Поразка   | 4.   | 30 серпня 2004    | Мехіко                   | Тверде   | Марсела Арройо     | Лорен Барніков Маріана Корреа          | 6–7(7), 5–7      |
| Перемога  | 2.   | 20 вересня 2004   | Сан-Сальвадор, Сальвадор | Ґрунт    | Марсела Арройо     | Патрісія Ольсман Гільда Сулета Кабрера | 6–1, 7–5         |
| Перемога  | 3.   | 18 жовтня 2004    | Агуаскальєнтес, Мексика  | Ґрунт    | Марсела Арройо     | Хорхеліна Краверо Флавія Міґнола       | 6–3, 6–2         |
| Перемога  | 4.   | 9 листопада 2004  | Мехіко                   | Тверде   | Марсела Арройо     | Лорена Аріас Еріка Кларке              | 6–1, 3–6, 6–0    |
| Перемога  | 5.   | 15 листопада 2004 | Пуебла, Мексика          | Тверде   | Марсела Арройо     | Лорена Аріас Еріка Кларке              | 2–6, 7–6(2), 6–0 |
| Перемога  | 6.   | 6 жовтня 2007     | Монтеррей, Мексика       | Тверде   | Флоренсія Молінеро | Фредеріка Пієдаде Роксане Вайзенберг   | 6–1, 7–5         |